# Notre-Dame (opéra)
Pour les articles homonymes, voir Notre-Dame.
Personnages
- Quasimodo, le Bossu (basse)
- Esmeralda, une gitane (soprano)
- Claude Frollo, archidiacre de Notre-Dame (baryton)
- Phœbus, officier de garde (ténor)
- Gringoire, ancien philosophe et poète, aujourd'hui gitan (ténor)
- La vieille Falourdel, servante (alto)
- Un officier (baryton)
- Tsiganes, soldats, gens, mendiants

Notre-Dame est un opéra de Franz Schmidt sur un livret du compositeur et de Leopold Wilk, créé en 1914 à l'Opéra d'État de Vienne, en Autriche-Hongrie. Il s'agit d'une adaptation du roman Notre-Dame de Paris de Victor Hugo.

## Argument

### Premier acte
C'est le carnaval. Les Tsiganes se rassemblent sur la place de Grève. Ils disposent un tapis sur lequel Esmeralda peut danser. Un groupe de personnes se prépare à élire un pape idiot. L'élu est quelqu’un qui sait faire des grimaces. Le choix se porte sur Quasimodo, le sonneur de cloches, dont l'apparence est gravement défigurée par plusieurs handicaps. Lorsque l'archidiacre Claude Frollo, un ecclésiastique de la cathédrale Notre-Dame, cherche son protégé, il le découvre déguisé en imbécile, maltraité par une foule hurlante. Esmeralda a pitié de lui et le sauve. L'archidiacre interdit alors toute activité carnavalesque à l'avenir.
Gringoire, poète et philosophe, s'est perdu un jour dans la Cour des Miracles, normalement réservée aux mendiants, aux gitans et aux voleurs. En guise de punition, il doit être tué à moins qu'une femme ne le prenne pour mari. Là encore, c'est Esmeralda qui lui sauve la vie en faisant semblant de l'épouser. Gringoire surprend Esmeralda organiser une rencontre avec l'officier des gardes Phœbus pour la nuit à venir. Il bouillonne de colère. Puis apparaît soudain son ancien professeur, l'archidiacre, qui désire également Esmeralda, bien que ses vœux ecclésiastiques devraient en réalité l'en empêcher. Il a également entendu la conversation et recommande désormais à Gringoire de ne pas perdre Esmeralda des yeux. Peut-être que de cette façon, le rendez-vous amoureux pourra être évité.
Gringoire parvient à se faufiler dans la maison où est censée se dérouler la rencontre. Lorsque Phœbus et Esmeralda s'avouent leur amour, Gringoire quitte sa cachette, sans être reconnu par Esmeralda. Il se précipite vers Phœbus avec un couteau et le poignarde. Pour éviter d'être capturé, il saute par la fenêtre dans la rivière.

### Deuxième acte
Esmeralda est arrêtée comme meurtrière présumée de Phœbus. Claude Frollo lui rend visite dans le donjon et lui explique que l'officier des gardes a survécu à la tentative d'assassinat. Cette nouvelle réveille à nouveau les esprits d'Esmeralda. Soudain, le prêtre est envahi par un désir si intense pour Esmeralda qu'il commence à avoir peur de lui-même. Il croit maintenant qu'Esmeralda est une sorcière et lui a jeté un sort. Il ne supporte plus d'être avec elle et sort de prison en colère.
Sur la place devant la cathédrale, Claude Frollo remet Esmeralda entre les mains de l'Inquisition. La gitane doit être exécutée. Cependant, avant que le bourreau ne puisse achever sa tâche, Esmeralda est enlevée et mise dans l'église par Quasimodo. Depuis le clocher, il annonce à la foule qu'il a accordé l'asile à la jeune fille. Bien que Quasimodo pense qu'Esmeralda est désormais sauvée pour toujours, il a largement sous-estimé son ancien bienfaiteur Frollo. Dans son fanatisme, le roi réussit à déclarer la fin de la loi sur l'asile dans l'Église.
Lorsqu'Esmeralda est conduite au lieu d'exécution, l'archidiacre se rend compte qu'il a commis une injustice. Mais il est désormais trop tard pour faire marche arrière. Pour retrouver sa paix intérieure, il sacrifie l'innocente.
Le respect de Quasimodo pour son ancien bienfaiteur Frollo s'est transformé en haine amère. Il l'attrape et le jette du haut de la plateforme dans les profondeurs. Parce qu’il ne voit aucun sens à sa vie, il veut désormais chercher la mort. Mais avant cela, il laisse à nouveau sonner les cloches en mémoire de sa bien-aimée.

## La prima
| Personnage | Voix    | Création à Vienne, le 1er avril 1914 (direction musicale de Franz Schalk) |
| ---------- | ------- | ------------------------------------------------------------------------- |
| Esmeralda  | Soprano | Marie Gutheil-Schoder                                                     |
| Quasimodo  | Basse   | Richard Mayr                                                              |
| Frollo     | Baryton | Friedrich Weidemann                                                       |
| Phœbus     | Ténor   | Georg Maikl                                                               |
| Gringoire  | Ténor   | William Miller                                                            |

## Histoire
L'opéra est surtout connu pour son Intermezzo orchestral (entre la deuxième et la troisième scène du premier acte), joué pour la première fois, avec la Musique du Carnaval, le 6 décembre 1903 à Vienne, sous le titre Zwischenspiel aus einer unvollständigen romantischen Oper. Ces pièces ne sont pas composées pour un opéra, mais sont ensuite incorporées dans Notre-Dame. L'opéra est écrit entre le 30 août 1904 et le 10 août 1906. Schmidt aborde l'opéra en écrivant d'abord les parties orchestrales de la partition, en ajoutant les parties vocales plus tard. Il incorpore du matériel provenant d'une fantaisie inachevée pour piano et orchestre.
Gustav Mahler et Felix Weingartner refusent l'orchestration. Elle est faite par Franz Schalk lors de la création le 1er avril 1914.
Le rôle d'Esmeralda est écrit pour la soprano Maria Jeritza puis légèrement modifié pour accueillir la voix de Marie Gutheil-Schoder, qui interprète le rôle lors de la première. Marie Gutheil-Schoder.
L'œuvre est populaire pendant une dizaine d'années, puis disparaît des programmes.
Notre-Dame est jouée sporadiquement après la Seconde Guerre mondiale, à commencer par une production à l'Opéra d'État de Vienne en 1949. En 1975, l'Opéra populaire de Vienne accueille une nouvelle production avec Julia Migenes (Esmeralda), Walter Berry (Quasimodo) et la direction musicale de Wolfgang Schneiderhan, tandis qu'en 2010 une version avec partition réduite et livret révisé est mise à l'affiche par le Semperoper de Dresde avec la direction musicale de Gerd Albrecht.

## Source de la traduction
- (en) Cet article est partiellement ou en totalité issu de l’article de Wikipédia en anglais intitulé « Notre Dame (Oper) » (voir la liste des auteurs).